# 龙朔
龍朔（661年三月—663年十二月）是唐高宗李治的第三個年号。唐朝使用这个年号共近3年。

## 改元
- 顯慶六年——二月三十日，改元龍朔元年。[2][3][4]
- 龍朔三年——十二月二十一日，有詔明年改元麟德元年。[5][6][7]

## 出生
唐朝皇帝——唐睿宗

## 纪年
| 龍朔 | 元年  | 二年  | 三年  |
| ---- | ----- | ----- | ----- |
| 公元 | 661年 | 662年 | 663年 |
| 干支 | 辛酉  | 壬戌  | 癸亥  |

## 參看
- 中國年號索引

## 引用
1. ↑  李崇智，《中國歷代年號考》，第99頁。
2. ↑  劉昫.  . 维基文库.「〔顯慶六年〕二月乙未，以益、綿等州皆言龍見，改元。曲赦洛州。龍朔元年三月丙申朔，改元。」
3. ↑  歐陽脩.  . 维基文库.「龍朔元年……二月乙未，改元，赦洛州。」
4. ↑  司馬光.  . 维基文库.「龍朔元年……二月，乙未晦，改元。」
5. ↑  劉昫.  . 维基文库.「〔龍朔三年〕十二月庚子，詔改來年正月一日為麟德元年。」
6. ↑  歐陽脩.  . 维基文库.「〔龍朔三年〕十二月庚子，改明年為麟德元年，降京師、雍州諸縣死罪以下。」
7. ↑  司馬光.  . 维基文库.「〔龍朔三年〕十二月，庚子，詔改來年元。」